# Guatemala i olympiska sommarspelen 1972
Guatemala deltog i de olympiska sommarspelen 1972 med en trupp bestående av 8 deltagare. Ingen av landets deltagare erövrade någon medalj.